# Кубок Франції з футболу

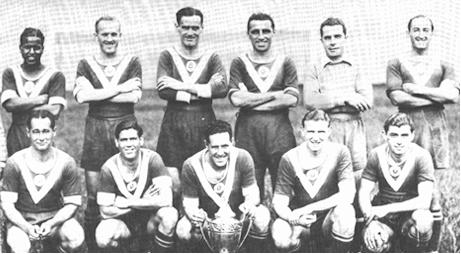
«Бордо» — володар кубка 1941

Кубок Франції з футболу (фр. Coupe de France de football) або Кубок Шарля Симона (фр. Coupe Charles Simon) — щорічне змагання для  французьких футбольних клубів, що проводиться  Французькою футбольною федерацією.
З 1918 фінал Кубку не проводився єдиний раз — у 1992. Тоді перед півфінальною грою між  «Бастією» та  «Марселем» звалилася трибуна стадіону «Арман-Сезарі». Загинули 15 людей і більше 1500 були поранені. Перегравання півфіналу та фінал проти «Монако» вирішили не проводити.
У Кубку мають право брати участь професійні футбольні клуби, а також аматорські футбольні клуби. Переможець Кубка перед початком наступного сезону грає з чемпіоном Франції в  Суперкубку і отримує право виступити в  Лізі Європи.
Кубок Франції — перехідний приз. Замість перехідного призу вручається його копія.

## Історія
Кубок був створений після  Першої світової війни і був названий на честь Шарля Симона — футболіста і одного з засновників Федерації футболу Франції, який помер на війні.
З 1927, Президент Франції завжди відвідує фінал кубка і вручає трофей капітану команди-переможниці. Гастон Думерг був першим французьким президентом, який брав участь у церемонії.
Рекордсменом за виграним Кубка є «Парі Сен-Жермен» з 16 титулами.

## Формат
Турнір складається з трьох етапів: з регіонального попереднього раунда, з національного попереднього раунда та фінального етапу (матчі з 1/32 фіналу) на якому до розіграшу доєднуються команди Ліги 1.

## Фінали
| Рік  | Володар                    | Рахунок  | Фіналіст                   |
| ---- | -------------------------- | -------- | -------------------------- |
| 1918 | «Олімпік» (Пантен)         | 3-0      | ФК «Ліон»                  |
| 1919 | КАСЖ (Париж)               | 3-2      | «Олімпік» (Париж)          |
| 1920 | СА (Париж)                 | 2-1      | «Гавр»                     |
| 1921 | «Ред Стар» (Париж)         | 2-1      | «Олімпік» (Париж)          |
| 1922 | «Ред Стар» (Париж)         | 2-0      | «Ренн»                     |
| 1923 | «Ред Стар» (Париж)         | 4-2      | «Сет»                      |
| 1924 | «Олімпік» (Марсель)        | 3-2      | «Сет»                      |
| 1925 | КАСЖ (Париж)               | 1-1, 3-2 | «Руан»                     |
| 1926 | «Олімпік» (Марсель)        | 4-1      | «Валантіньє»               |
| 1927 | «Олімпік» (Марсель)        | 3-0      | «Кевії»                    |
| 1928 | «Ред Стар Олімпік» (Париж) | 3-1      | СА (Париж)                 |
| 1929 | «Монпельє»                 | 2-0      | «Сет»                      |
| 1930 | «Сет»                      | 3-1      | «Расінг» (Париж)           |
| 1931 | «Клуб Франсе» (Париж)      | 3-0      | «Монпельє»                 |
| 1932 | «Канн»                     | 1-0      | «Рубе»                     |
| 1933 | «Ексельсіор» (Рубе)        | 3-1      | «Рубе»                     |
| 1934 | «Сет»                      | 2-1      | «Олімпік» (Марсель)        |
| 1935 | «Олімпік» (Марсель)        | 3-0      | «Ренн»                     |
| 1936 | «Расінг» (Париж)           | 1-0      | «Шарлевіль»                |
| 1937 | «Сошо»                     | 2-1      | «Страсбур»                 |
| 1938 | «Олімпік» (Марсель)        | 2-1      | «Мец»                      |
| 1939 | «Расінг» (Париж)           | 3-1      | «Олімпік» (Лілль)          |
| 1940 | «Расінг» (Париж)           | 2-1      | «Олімпік» (Марсель)        |
| 1941 | «Бордо»                    | 2-0      | «Фів» (Лілль)              |
| 1942 | «Ред Стар Олімпік» (Париж) | 2-0      | «Сет»                      |
| 1943 | «Олімпік» (Марсель)        | 2-2, 4-0 | «Бордо»                    |
| 1944 | Збірна Лотарингії (Нансі)  | 4-0      | Збірна Шампані (Реймс)     |
| 1945 | «Расінг» (Париж)           | 3-0      | «Лілль»                    |
| 1946 | «Лілль»                    | 4-2      | «Ред Стар Олімпік» (Париж) |
| 1947 | «Лілль»                    | 2-0      | «Страсбур»                 |
| 1948 | «Лілль»                    | 3-2      | «Ланс»                     |
| 1949 | «Расінг» (Париж)           | 5-2      | «Лілль»                    |
| 1950 | «Реймс»                    | 2-0      | «Расінг» (Париж)           |
| 1951 | «Страсбур»                 | 3-0      | «Валансьєнн»               |
| 1952 | «Ніцца»                    | 5-3      | «Бордо»                    |
| 1953 | «Лілль»                    | 2-1      | «Нансі»                    |
| 1954 | «Ніцца»                    | 2-1      | «Олімпік» (Марсель)        |
| 1955 | «Лілль»                    | 5-2      | «Бордо»                    |
| 1956 | «Седан»                    | 3-1      | «Труа»                     |
| 1957 | «Тулуза»                   | 6-3      | «Анже»                     |
| 1958 | «Реймс»                    | 3-1      | «Нім»                      |
| 1959 | «Гавр»                     | 2-2, 3-0 | «Сошо»                     |
| 1960 | «Монако»                   | 4-2      | «Сент-Етьєн»               |
| 1961 | «Седан»                    | 3-1      | «Нім»                      |
| 1962 | «Сент-Етьєн»               | 1-0      | «Нансі»                    |
| 1963 | «Монако»                   | 0-0, 2-0 | «Олімпік» (Ліон)           |
| 1964 | «Олімпік» (Ліон)           | 2-0      | «Бордо»                    |
| 1965 | «Ренн»                     | 2-2, 3-1 | «Седан»                    |
| 1966 | «Страсбур»                 | 1-0      | «Нант»                     |
| 1967 | «Олімпік» (Ліон)           | 3-1      | «Сошо»                     |
| 1968 | «Сент-Етьєн»               | 2-1      | «Бордо»                    |
| 1969 | «Олімпік» (Марсель)        | 2-0      | «Бордо»                    |
| 1970 | «Сент-Етьєн»               | 5-0      | «Нант»                     |
| 1971 | «Ренн»                     | 1-0      | «Олімпік» (Ліон)           |

| Рік  | Володар             | Рахунок             | Фіналіст            |
| ---- | ------------------- | ------------------- | ------------------- |
| 1972 | «Олімпік» (Марсель) | 2-1                 | «Бастія»            |
| 1973 | «Олімпік» (Ліон)    | 2-1                 | «Нант»              |
| 1974 | «Сент-Етьєн»        | 2-1                 | «Монако»            |
| 1975 | «Сент-Етьєн»        | 2-0                 | «Ланс»              |
| 1976 | «Олімпік» (Марсель) | 2-0                 | «Олімпік» (Ліон)    |
| 1977 | «Сент-Етьєн»        | 2-1                 | «Реймс»             |
| 1978 | «Нансі»             | 1-0                 | «Ніцца»             |
| 1979 | «Нант»              | 4-1                 | «Осер»              |
| 1980 | «Монако»            | 3-1                 | «Орлеан»            |
| 1981 | «Бастія»            | 2-1                 | «Сент-Етьєн»        |
| 1982 | «Парі Сен-Жермен»   | 2-2 (пен. 6-5)      | «Сент-Етьєн»        |
| 1983 | «Парі Сен-Жермен»   | 3-2                 | «Нант»              |
| 1984 | «Мец»               | 2-0                 | «Монако»            |
| 1985 | «Монако»            | 1-0                 | «Парі Сен-Жермен»   |
| 1986 | «Бордо»             | 2-1                 | «Олімпік» (Марсель) |
| 1987 | «Бордо»             | 2-0                 | «Олімпік» (Марсель) |
| 1988 | «Мец»               | 1-1 (пен. 5-4)      | «Сошо»              |
| 1989 | «Олімпік» (Марсель) | 4-3                 | «Монако»            |
| 1990 | «Монпельє»          | 2-1                 | «Расінг» (Париж)    |
| 1991 | «Монако»            | 1-0                 | «Олімпік» (Марсель) |
| 1992 | Фінал не проводився | Фінал не проводився | Фінал не проводився |
| 1993 | «Парі Сен-Жермен»   | 3-0                 | «Нант»              |
| 1994 | «Осер»              | 3-0                 | «Монпельє»          |
| 1995 | «Парі Сен-Жермен»   | 1-0                 | «Страсбур»          |
| 1996 | «Осер»              | 1-0                 | «Нім»               |
| 1997 | «Ніцца»             | 1-1 (пен. 4-3)      | «Генгам»            |
| 1998 | «Парі Сен-Жермен»   | 2-1                 | «Ланс»              |
| 1999 | «Нант»              | 1-0                 | «Седан»             |
| 2000 | «Нант»              | 2-1                 | «Кале»              |
| 2001 | «Страсбур»          | 0-0 (пен. 5-4)      | «Ам'єн»             |
| 2002 | «Лор'ян»            | 1-0                 | «Бастія»            |
| 2003 | «Осер»              | 2-1                 | «Парі Сен-Жермен»   |
| 2004 | «Парі Сен-Жермен»   | 1-0                 | «Шатору»            |
| 2005 | «Осер»              | 2-1                 | «Седан»             |
| 2006 | «Парі Сен-Жермен»   | 2-1                 | «Олімпік» (Марсель) |
| 2007 | «Сошо»              | 2-2 (пен. 5-4)      | «Олімпік» (Марсель) |
| 2008 | «Олімпік» (Ліон)    | 1-0                 | «Парі Сен-Жермен»   |
| 2009 | «Генгам»            | 2-1                 | «Ренн»              |
| 2010 | «Парі Сен-Жермен»   | 1-0 дч              | «Монако»            |
| 2011 | «Лілль»             | 1-0                 | «Парі Сен-Жермен»   |
| 2012 | «Олімпік» (Ліон)    | 1-0                 | «Кевії»             |
| 2013 | «Бордо»             | 3-2                 | «Евіан»             |
| 2014 | «Генгам»            | 2-0                 | «Ренн»              |
| 2015 | «Парі Сен-Жермен»   | 1-0                 | «Осер»              |
| 2016 | «Парі Сен-Жермен»   | 4-2                 | «Олімпік» (Марсель) |
| 2017 | «Парі Сен-Жермен»   | 1-0                 | «Анже»              |
| 2018 | «Парі Сен-Жермен»   | 2-0                 | «Ле-Ерб'є»          |
| 2019 | «Ренн»              | 2-2 пен. 6-5        | «Парі Сен-Жермен»   |
| 2020 | «Парі Сен-Жермен»   | 1-0                 | «Сент-Етьєн»        |
| 2021 | «Парі Сен-Жермен»   | 2-0                 | «Монако»            |
| 2022 | «Нант»              | 1-0                 | «Ніцца»             |
| 2023 | «Тулуза»            | 5-1                 | «Нант»              |
| 2024 | «Парі Сен-Жермен»   | 2-1                 | «Олімпік» (Ліон)    |
| 2025 | «Парі Сен-Жермен»   | 3-0                 | «Реймс»             |

## Володарі
| Клуб                      | Володар | Фіналіст | Переможні роки                                                                                 | Роки фіналів                                         |
| ------------------------- | ------- | -------- | ---------------------------------------------------------------------------------------------- | ---------------------------------------------------- |
| «Парі Сен-Жермен»         | 16      | 5        | 1982, 1983, 1993, 1995, 1998, 2004, 2006, 2010, 2015, 2016, 2017, 2018, 2020, 2021, 2024, 2025 | 1985, 2003, 2008, 2011, 2019                         |
| «Олімпік» (Марсель)       | 10      | 9        | 1924, 1926, 1927, 1935, 1938, 1943, 1969, 1972, 1976, 1989                                     | 1934, 1940, 1954, 1986, 1987, 1991, 2006, 2007, 2016 |
| «Сент-Етьєн»              | 6       | 4        | 1962, 1968, 1970, 1974, 1975, 1977                                                             | 1960, 1981, 1982, 2020                               |
| «Лілль»                   | 6       | 3        | 1946, 1947, 1948, 1953, 1955, 2011                                                             | 1939, 1945, 1949                                     |
| «Монако»                  | 5       | 4        | 1960, 1963, 1980, 1985, 1991                                                                   | 1974, 1984, 1989, 2010, 2021                         |
| «Расінг» (Париж)          | 5       | 3        | 1936, 1939, 1940, 1945, 1949                                                                   | 1930, 1950, 1990                                     |
| «Олімпік» (Ліон)          | 5       | 4        | 1964, 1967, 1973, 2008, 2012                                                                   | 1963, 1971, 1976, 2024                               |
| «Ред Стар» (Париж)        | 5       | 1        | 1921, 1922, 1923, 1928, 1942                                                                   | 1946                                                 |
| «Бордо»                   | 4       | 6        | 1941, 1986, 1987, 2013                                                                         | 1943, 1952, 1955, 1964, 1968, 1969                   |
| «Нант»                    | 4       | 6        | 1979, 1999, 2000, 2022                                                                         | 1966, 1970, 1973, 1983, 1993, 2023                   |
| «Осер»                    | 4       | 2        | 1994, 1996, 2003, 2005                                                                         | 1979, 2015                                           |
| «Ренн»                    | 3       | 4        | 1965, 1971, 2019                                                                               | 1922, 1937, 2009, 2014                               |
| «Страсбур»                | 3       | 3        | 1951, 1966, 2001                                                                               | 1937, 1947, 1995                                     |
| «Ніцца»                   | 3       | 2        | 1952, 1954, 1997                                                                               | 1978, 2022                                           |
| «Сет»                     | 2       | 4        | 1930, 1934                                                                                     | 1923, 1924, 1929, 1942                               |
| «Седан»                   | 2       | 3        | 1956, 1961                                                                                     | 1965, 1999, 2005                                     |
| «Сошо»                    | 2       | 3        | 1937, 2007                                                                                     | 1959, 1967, 1988                                     |
| «Монпельє»                | 2       | 2        | 1929, 1990                                                                                     | 1931, 1994                                           |
| «Реймс»                   | 2       | 2        | 1950, 1958                                                                                     | 1977, 2025                                           |
| «Мец»                     | 2       | 1        | 1984, 1988                                                                                     | 1938                                                 |
| «Генгам»                  | 2       | 1        | 2009, 2014                                                                                     | 1997                                                 |
| КАСЖ (Париж)              | 2       | 0        | 1919, 1925                                                                                     |                                                      |
| «Олімпік» (Париж)         | 1       | 2        | 1918                                                                                           | 1919, 1921                                           |
| «Бастія»                  | 1       | 2        | 1981                                                                                           | 1972, 2002                                           |
| СА (Париж)                | 1       | 1        | 1920                                                                                           | 1928                                                 |
| «Гавр»                    | 1       | 1        | 1959                                                                                           | 1920                                                 |
| «Клуб Франсе» (Париж)     | 1       | 0        | 1931                                                                                           |                                                      |
| «Канн»                    | 1       | 0        | 1932                                                                                           |                                                      |
| «Ексельсіор»              | 1       | 0        | 1933                                                                                           |                                                      |
| Збірна Лотарингії (Нансі) | 1       | 0        | 1944                                                                                           |                                                      |
| «Тулуза» (1937)           | 1       | 0        | 1957                                                                                           |                                                      |
| «Нансі»                   | 1       | 0        | 1978                                                                                           |                                                      |
| «Лор'ян»                  | 1       | 0        | 2002                                                                                           |                                                      |
| «Тулуза»                  | 1       | 0        | 2023                                                                                           |                                                      |